# Witoszyce (stacja kolejowa)
Witoszyce – zlikwidowana w 1945 roku stacja kolejowa w Witoszycach na linii kolejowej Krzelów – Leszno Dworzec Mały, w powiecie górowskim, w województwie dolnośląskim, w Polsce.